# Edouard Myin
Edouard Myin (ur. 28 września 1863 w Antwerpii, zm. 7 marca 1931 w Brugii) – belgijski strzelec, olimpijczyk, medalista mistrzostw świata.
Brał udział w Letnich Igrzyskach Olimpijskich 1900. Został sklasyfikowany w czterech konkurencjach indywidualnych i jednej drużynowej. Najwyższe miejsce indywidualnie (13. pozycja), zajął w strzelaniu z karabinu dowolnego leżąc z odl. 300 m. W jedynej konkurencji drużynowej, uplasował się na szóstym miejscu.
Myin jest trzykrotnym drużynowym medalistą mistrzostw świata. Jedyny medal w konkurencji indywidualnej zdobył na mistrzostwach w Brukseli w 1905 (drugie miejsce w strzelaniu z karabinu dowolnego klęcząc z odl. 300 m).

## Wyniki olimpijskie
| Igrzyska   | Konkurencja                                     | Wynik                                                                                             | Miejsce    | Źródło |
| ---------- | ----------------------------------------------- | ------------------------------------------------------------------------------------------------- | ---------- | ------ |
| Paryż 1900 | Karabin dowolny, trzy postawy, 300 m            | 818 punktów Pozycja leżąca: 304 punkty Pozycja klęcząca: 249 punktów Pozycja stojąca: 265 punktów | 23 (na 30) | [ 2 ]  |
| Paryż 1900 | Karabin dowolny, trzy postawy, 300 m, drużynowo | 4166 punktów drużynowo (818 punktów indywidualnie)                                                | 6 (na 6)   | [ 3 ]  |
| Paryż 1900 | Karabin dowolny klęcząc, 300 m                  | 249 punktów                                                                                       | 29 (na 30) | [ 4 ]  |
| Paryż 1900 | Karabin dowolny leżąc, 300 m                    | 304 punkty                                                                                        | 13 (na 30) | [ 5 ]  |
| Paryż 1900 | Karabin dowolny stojąc, 300 m                   | 265 punktów                                                                                       | 21 (na 30) | [ 6 ]  |

## Medale na mistrzostwach świata
Opracowano na podstawie materiału źródłowego:
| Mistrzostwa   | Konkurencja                                     | Wynik        | Miejsce |
| ------------- | ----------------------------------------------- | ------------ | ------- |
| Bruksela 1905 | Karabin dowolny klęcząc, 300 m                  | 333 punkty   | 2       |
| Bruksela 1905 | Karabin dowolny, trzy pozycje, 300 m, drużynowo | 4626 punktów | 2       |
| Mediolan 1906 | Karabin dowolny, trzy pozycje, 300 m, drużynowo | 4495 punktów | 3       |
| Zurych 1907   | Karabin dowolny, trzy pozycje, 300 m, drużynowo | 4672 punkty  | 2       |